# Carl Johan Dyfverman (lantmätare)
Carl Johan Dyfverman, född 14 november 1908 i Västeråkers församling i Uppsala län, död 26 november 1995 i Forshälla församling i Göteborgs och Bohus län, var en svensk lantmätare.
Efter studentexamen i Uppsala 1927 läste han på Kungliga Tekniska Högskolan (KTH) där han avlade lantmäteriexamen 1931 och kulturteknisk examen 1932. Han blev lantmätare i Västerås 1931, assistent vid KTH 1932, lantmätare i Örnsköldsvik 1933, i Borlänge 1936, assistent vid lantmäterikontoret i Mariestad 1938, förste assistent vid lantmäterikontoret i Umeå 1939, distriktslantmätare i Nylands distrikt i Härnösand 1945, i Sunnervikens distrikt 1948 och i Uddevalla norra distrikt från 1961.
Han hade utredningsuppdrag för lantmäteristyrelsen 1947–1948. Han var ordförande i beredningsnämnd för Västerbottens län vid 1945 års allmänna fastighetstaxering, fastighetstaxeringsnämnd i Göteborgs och Bohus län 1952 och 1957, taxeringsnämnd för särskild fastighetstaxering i Uddevalla från 1962, expropriationstekniker i Göteborgs och Bohus län från 1950 och fastighetstaxeringsombud för Uddevalla stad från 1965. Han var riddare av Nordstjärneorden (RNO).
Carl Johan Dyfverman var son till kyrkoherde Arvid Dyfverman och Ingeborg Sandberg samt äldre bror till teatermannen Henrik Dyfverman och farbror till Tomas Dyfverman. Han var också sonson till sin namne skulptören Carl Johan Dyfverman. Han gifte sig 1934 med Eva Johanson (1908–1989), dotter till spannmålshandlaren Edvard Johanson och Elin Pettersson. De fick barnen Jan (1935–2004), Agneta (född 1938) och Marianne (1939–2010), gift med skådespelaren Sten Ljunggren. Dyfverman är begravd på Forshälla kyrkogård.